# C/1939 H1 Jurlof-Achmarof-Hassel
C/1939 H1 Jurlof-Achmarof-Hassel è una cometa non periodica che presenta alcune particolarità degne di nota. La cometa porta tre nomi, ma solo perché le convenzioni astronomiche internazionali impongono questo limite, in effetti sono conosciuti nove coscopritori, tra i quali si possono citare Clarence Lewis Friend, Shigeki Okabayashi e Roger Rigollet, ne esistono sicuramente altri, questo fatto succede spesso quando una cometa è scoperta come in questo caso quando è già visibile ad occhio nudo. Gli scopritori ufficiali sono tre astrofili, due russi, Semën Nikolaevič Jurlov e Ibragim Valiullovič Achmarov, e un norvegese, Olaf Hassel.

## Orbita
La sua orbita è retrograda e ha una MOID con la Terra di sole 0,013 UA per cui già all'epoca della scoperta e anche successivamente si è ritenuto possibile l'esistenza di uno sciame meteorico originato dalle polveri lasciate dalla cometa lungo la sua orbita, tuttavia fino ad oggi nessuno ha potuto dimostrarne con certezza l'esistenza.

## Possibile sciame correlato
I dati teorici del possibile sciame meteorico sono i seguenti: data del massimo 4,7 agosto, radiante durante il massimo alle coordinate celesti 01 H 17 M di (Ascensione retta) e -12,0° di (Declinazione), corrispondenti ad un punto nella costellazione della Balena (Cetus in latino), situato a circa 3° dalla stella Deneb Algenubi (Eta Ceti), velocità geocentrica 62,36 km/s.